# Полонина-Руна
Полонина-Руна (укр. Гора Рівна) — горный массив в Украинских Карпатах, в пределах Ужгородского района Закарпатской области.

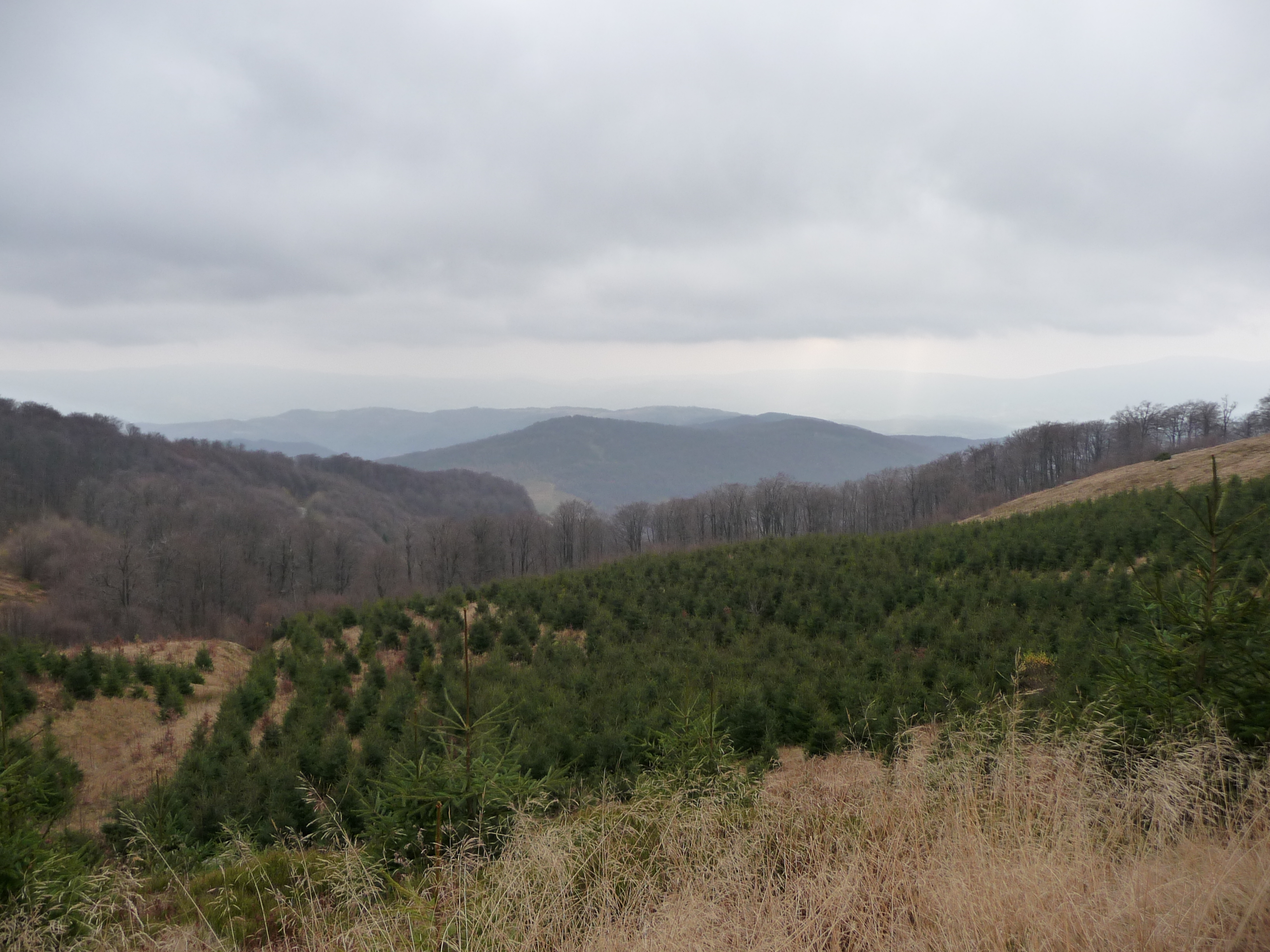
Полонина-Руна

Массив расположен в западной части Полонинского хребта, между реками Люта, Шипот и Турица. Высота до 1482 м (по другим источникам — 1479 м). Полонина Руна — это широкий хребет, покрытый полонинами и преимущественно буковыми лесами (на склонах). Стремительно обрывается к северу и востоку. Массив имеет несколько заметных вершин, например, гора Полонина-Руна (1479 м, в северо-западной части массива), Менчул (1295 м, в южной части), Руна-Плай (1227 м, в юго-восточной части).
На уровне расположен орнитологический заказник Соколиные Скалы, на юго-восточных склонах — Турье-Полянский заказник, заповедник Шипот.
Ближайшие населенные пункты: села Лумшоры и Липовец.